# Pinizelić
Koordinati:   43°53′23″N, 15°15′26″E
Pinizelić je majhen nenaseljen otoček v Jadranskem morju. Pripada Hrvaški.
Pinizelić leži severozahodno od otoka Žut, pred zalivom Pinizel. Od Žuta  je oddaljen okoli 0,2 km. Površina otočka meri 0,052 km². Dolžina obalnega pasu je 1,04 km.